# Dancing Forever
Albums de Jolin Tsai
Dancing Diva
(2006) Favorites
(2006)
Remix par Jolin Tsai
J9
(2004) Favorites
(2006)
Dancing Forever (chinois traditionnel : 唯舞獨尊) est le troisième compilation de remix de la chanteuse Jolin Tsai, sorti le 29 septembre 2006 sous le label Capitol Music.

## Liste des titres
| 1. | Wei Wu Du Zun (唯舞獨尊, Dancing Forever)                                        | 4:06 |
| 2. | Qing Feng Di Shou (情逢敵手, Rival in Love)                                      | 3:01 |
| 3. | Huai Nian (懷念, Missing)                                                        | 3:38 |
| 4. | Ting Shuo Ai Qing Hui Lai Guo (聽說愛情回來過, Heard That Love's Even Been Back) | 5:08 |
| 5. | Jin Tian Ni Yao Jia Gei Wo (feat. David Tao) (今天你要嫁給我, Marry Me Today)    | 4:32 |
| 6. | Mu Zi Bu Ye Gan Qu (墓仔埔也敢去, Dare to Go to Cemetery)                        | 4:14 |
| 7. | Jia Zhuang (Guang Dong Ban) (假裝（廣東版）, Pretence (Cantonese version))       | 5:18 |

| 1. | Wu Niang (765 Tian Xuan Di Zhuan Acid House Mix) (舞孃 (765天旋地轉 Acid House Mix)) | 7:34 |
| 2. | MR.Q (All Night Party remixed by DJ Submarine)                                       | 5:27 |
| 3. | Wu Niang (Breakdown Stomp Mix) (舞孃)                                                | 5:26 |
| 4. | Chun Chun Yu Dong (Hit Hot Vibration Mix) (唇唇欲動)                                 | 7:22 |
| 5. | MR.Q (Quicy Drum N Bass Remix)                                                       | 5:14 |
| 6. | Wu Niang (Orientalism Mix) (舞孃)                                                    | 6:38 |

| 1. | Wan Mei (玩美, Pulchritude)                           |  |
| 2. | Chun Chun Yu Dong (唇唇欲動, Attraction of Sexy Lips) |  |
| 3. | Guai Guai Pai (feat with Stanley) (乖乖牌, Nice Guy)  |  |
| 4. | 音浪 (Stanley)                                        |  |
| 5. | Jia Zhuang (假裝, Pretence)                           |  |
| 6. | Zui Zhong Hua (最終話, The Finale)                    |  |
| 7. | Mr.Q (feat with Energy)                               |  |
| 8. | Wu Niang (舞孃, Dancing Diva)                         |  |
| 9. | Ma De Li Bu Si Yi (馬德里不思議, A Wonder in Madrid)  |  |